# عبدو یامه
عبدو یامه (انگلیسی: Abdou Jammeh؛ زادهٔ ۱۳ فوریهٔ ۱۹۸۶) بازیکن فوتبال اهل گامبیا است.
از باشگاه‌هایی که در آن بازی کرده است می‌توان به باشگاه فوتبال الجرجیسی، باشگاه فوتبال تورپدو مسکو، باشگاه ورزشی کاظمه کویت، باشگاه فوتبال لیرسه، و باشگاه فوتبال رووانیمی پالوسئورا اشاره کرد.
وی همچنین در تیم ملی فوتبال گامبیا بازی کرده است.